# Emir Dilaver
Emir Dilaver, né le 7 mai 1991 à Duvno, est un footballeur austro-bosnien. Il évolue au poste de défenseur central.

## Biographie
Emir Dilaver participe au championnat d'Europe des moins de 19 ans 2010 avec la sélection autrichienne (en).
Le 27 septembre 2020, il s'engage pour trois saisons en faveur du Çaykur Rizespor.

## Palmarès
- Austria Vienne
  - Champion d'Autriche en 2013

- Ferencváros TC
  - Champion de Hongrie en 2016
  - Vainqueur de la Coupe de Hongrie en 2015 (en), 2016 (en) et 2017 (en)
  - Vainqueur de la Coupe de la Ligue hongroise en 2015 (en)
  - Vainqueur de la Supercoupe de Hongrie en 2015 (hu) et 2016

- Dinamo Zagreb
  - Champion de Croatie en 2019, 2020 et 2022
  - Vainqueur de la Supercoupe de Croatie en 2019 (en)